# Hedtjärnen (By socken, Dalarna)
Hedtjärnen är en sjö i Avesta kommun i Dalarna och ingår i Dalälvens huvudavrinningsområde.